# Pyrausta euryphaea
Pyrausta euryphaea là một loài bướm đêm trong họ Crambidae.